# Coelocaryon botryoides
Coelocaryon botryoides är en tvåhjärtbladig växtart som beskrevs av François Marie Camille Vermoesen. Coelocaryon botryoides ingår i släktet Coelocaryon, och familjen Myristicaceae. Inga underarter finns listade i Catalogue of Life.